# Exclusibilidade (economia)
Em economia, exclusibilidade é a possibilidade de se impedir alguém de ter acesso a um determinado bem ou serviço, seja por motivos de ordem jurídica, econômica, política ou natural. Pode-se, por exemplo, excluir um consumidor em razão da sua incapacidade de pagar para consumir um determinado  bem ou serviço. Portanto, diz-se que um bem é excluível quando é possível impedir pessoas de terem acesso a ele.
A teoria econômica neoclássica classifica os bens, segundo suas características, em  excluíveis ou não excluíveis e em rivais ou não rivais. Um bem é  rival  quando seu consumo por uma pessoa reduz a quantidade disponível para o restante da sociedade e é excluível  quando é possível impedir que alguém o consuma. Se o bem é simultaneamente rival e excluível, trata-se de bem privado. Já os bens públicos, por deﬁnição, são os bens não-rivais e não-excluíveis. O exemplo clássico desse caso é a segurança nacional.
Bens não excluíveis são identificados como bens comuns, ou seja, não é possível impedir que qualquer pessoa possa desfrutar desses bens, que, nesse aspecto, assemelham-se aos bens públicos.